# Matamoros, Coahuila
Matamoros är en ort i Mexiko.   Den ligger i kommunen Matamoros och delstaten Coahuila, i den centrala delen av landet, 800 km nordväst om huvudstaden Mexico City. Matamoros ligger 1 117 meter över havet och antalet invånare är 104 024.
Terrängen runt Matamoros är huvudsakligen platt, men åt nordost är den kuperad. Runt Matamoros är det mycket glesbefolkat, med 3 invånare per kvadratkilometer. Närmaste större samhälle är Torreón, 19,2 km väster om Matamoros. Omgivningarna runt Matamoros är i huvudsak ett öppet busklandskap.